# J. Woldemar Hägglund
J. Woldemar Hägglund, finski general, * 10. avgust 1893, † 12. februar 1963.